# Nova Roma, Goiás
Nova Roma este un oraș în Goiás (GO), Brazilia.